# Мбілла Етаме
Мбілла Етаме (фр. Mbilla Etame; нар. 22 червня 1988 року, Абенге, Камерун) — камерунський футболіст. Нападник турецького клубу «Антальяспор».

## Клубна кар'єра
Почав кар'єру в 2006 році.
Під час дебютного матчу українського воротаря Дениса Бойка за ФК «Бешікташ» проти «Антальяспору» в чемпіонаті Туреччини Мбілла Етаме розбив воротарю голову, зіткнувшись із ним, але все обійшлось.

## Титули і досягнення
- Володар Суперкубка Азербайджану: 2013